# Cruxicheiros
Genre
Espèce
Cruxicheiros, signifiant « mains croisées » (cross hands), est un genre de dinosaures théropodes du Jurassique retrouvé en Angleterre. L'espèce-type, Cruxicheiros newmanorum, a été décrite par Roger Benson et Jonathan Radley en 2010. Le nom générique Cruxicheiros provient d'un mélange du latin crux (« croix ») et du grec cheiros (« main »), en référence à la carrière où les fossiles ont été retrouvés. Le nom spécifique newmanorum a été donné en l'honneur de la famille Newman, propriétaire de la carrière.

## Découverte

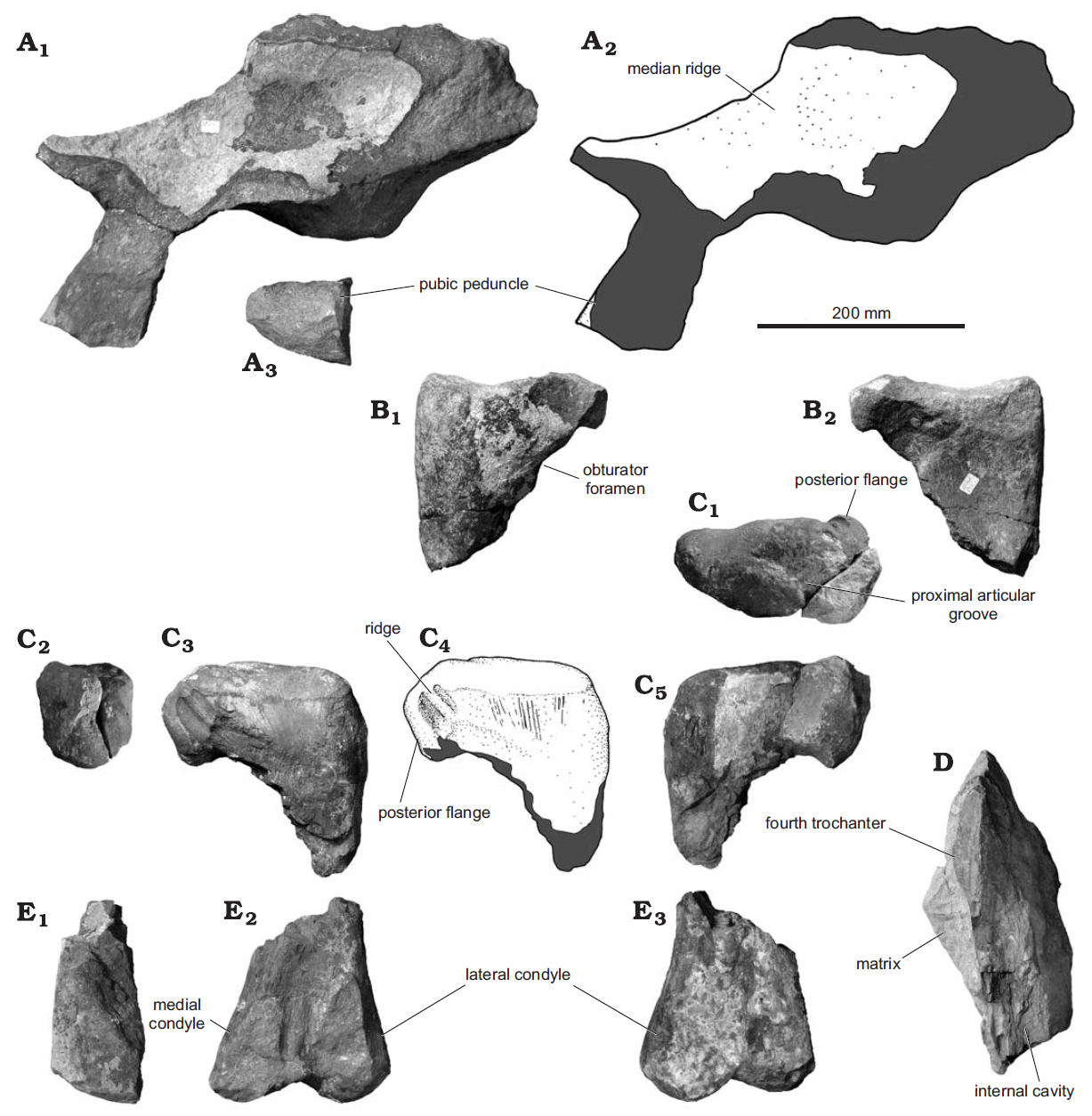
Os de la hanche et de la jambe.

L'holotype (WARMS G15770) a été retrouvé au début des années 1960 dans une strate datée du Bathonien de la formation géologique Chipping Norton Limestone, dans la carrière Cross Hands Quarry, près de Little Compton, au Warwickshire. Les fossiles sont entreposés par le Birmingham Museum and Art Gallery jusqu'en 2008. Ils sont alors transféré au Warwickshire Museum Service.